# Tail Concerto
Tail Concerto (テイルコンチェルト?, Teiru Koncheruto) è un videogioco platform d'azione e avventura sviluppato da CyberConnect e pubblicato da Bandai per PlayStation. Rappresenta il primo capitolo della serie Little Tail Bronx, ambientato in un mondo fantasy steampunk composto da isole fluttuanti popolate da cani e gatti antropomorfi. La trama segue un giovane agente di polizia di nome Waffle Ryebread e le sue avventure contro la Black Cats Gang, un gruppo di pirati del cielo che cerca di rubare cristalli magici. Nonostante abbia ricevuto recensioni generalmente positive dalla critica, il gioco ha registrato vendite deludenti in Giappone, inferiori alle aspettative dell'editore.
Tail Concerto è stato lanciato per la prima volta in Giappone nell'aprile 1998 e successivamente in Francia nel dicembre dello stesso anno. La versione inglese è stata pubblicata in Nord America nel novembre 1999 da Atlus USA. Il gioco presenta il character design e artwork del disegnatore di manga Nobuteru Yūki. La versione giapponese presenta anche la sigla di apertura For Little Tail, cantata da Kokia, che ha debuttato nel mondo musicale proprio con questo brano.

## Trama
Tail Concerto è ambientato nel Regno di Prairie, un arcipelago fluttuante abitato da cani e gatti antropomorfi. L'animosità tra queste due specie ha dato origine a una lunga storia di conflitti, con i cani che attualmente costituiscono la maggioranza della popolazione. A causa della particolare configurazione geografica del regno, gli abitanti si spostano principalmente in dirigibile, e la loro società è caratterizzata da tecnologia a vapore e da misteriosi cristalli estratti dalle rovine di un'antica civiltà.
La trama segue un giovane agente di polizia canino di nome Waffle, che inizia la sua avventura indagando su un disordine pubblico causato dalla Black Cats Gang su una delle isole di Prairie. Durante il suo incontro con il capo della banda, Alicia, Waffle la riconosce immediatamente come un'amica d'infanzia, ma lei finge di non conoscerlo e scappa. Waffle si imbatte nuovamente nei gatti dopo che questi rapiscono la principessa avventurosa Terria e scopre che sono alla ricerca di cinque cristalli speciali, i quali possiedono un potere sconosciuto e potenzialmente pericoloso. Parlando con suo nonno Russel, Waffle apprende che i cristalli erano una volta la fonte di energia per un robot colossale chiamato Iron Giant, che secoli fa aveva quasi distrutto il mondo in una grande guerra. Convinto che i gatti vogliano risvegliare il gigante, scopre che la banda non è a conoscenza del vero scopo dei cristalli; infatti, li sta raccogliendo per conto del loro finanziatore e fornitore di armi Fool, il quale li ha ingannati promettendo vendetta contro i cani per anni di pregiudizi. Fool riesce a risvegliare il gigante utilizzando i quattro cristalli raccolti e il ciondolo di Alicia, un regalo che Waffle le aveva fatto da bambini, rivelatosi essere il quinto cristallo. Tuttavia, il robot si rivolta immediatamente contro Fool. Alicia usa la sua mongolfiera per entrare nel gigante e recuperare il ciondolo. Waffle si unisce a lei con l'aiuto dei Black Cat e della guardia reale della principessa, Cyan, riuscendo a distruggere il nucleo del gigante mentre fuggono insieme. Alla fine, Waffle riporta Alicia a casa sua per riprendersi e le restituisce il ciondolo per riaffermare la loro amicizia.

## Modalità di gioco
Tail Concerto è un gioco platform d'azione e avventura che presenta personaggi e ambienti tridimensionali. Il giocatore controlla Waffle, un giovane agente di polizia che pilota un mecha semi-umanoide chiamato "Police Robo". Questo mecha ha la capacità di correre, saltare, arrampicarsi su sporgenze e librarsi a mezz'aria per brevi periodi. Inoltre, è dotato di braccia meccanizzate che possono raccogliere e lanciare oggetti come casse e bombe, oltre a un "bubble blaster" a lungo raggio per danneggiare o immobilizzare i nemici. Il gioco supporta anche gli stick analogici del controller DualShock della PlayStation, permettendo ai giocatori di muoversi con maggiore precisione rispetto al pad direzionale, e include una funzione di vibrazione integrata.
Il gameplay offre una varietà di livelli, ognuno con obiettivi specifici, come catturare gattini nemici utilizzando gli arti del Police Robo. Ci sono anche battaglie con boss alla fine di alcuni livelli. Alcune aree richiedono l'uso di diversi mezzi di trasporto, come carrelli da maniera e jet pack, o attacchi ai nemici con missili a ricerca di calore. Sebbene la telecamera rimanga statica nella maggior parte dei casi, i giocatori possono ruotare l'angolo di visuale durante alcune scene d'azione.
Il gioco incorpora elementi tipici dei giochi di ruolo, consentendo ai giocatori di esplorare città e interagire con personaggi non giocanti. In ogni area sono nascosti dei fischietti che garantiscono vite extra e scatole contenenti pezzi di fotografie che possono essere visualizzate in una galleria una volta trovate tutte le sezioni. Inoltre, i giocatori possono scegliere tra tre livelli di difficoltà dalla schermata principale delle opzioni e salvare i progressi su una memory card..

## Sviluppo
Lo sviluppo di Tail Concerto è iniziato nel 1996 da membri di CyberConnect, successivamente nota come CyberConnect2, poco dopo la fondazione della società. In seguito al successo di titoli d'azione in 3D come Super Mario 64, The Legend of Zelda: Ocarina of Time per Nintendo 64 e Nights into Dreams... per Sega Saturn, la società propose all'editore Bandai di produrre un gioco simile per PlayStation, proposta che fu accettata con entusiasmo. Il gioco presenta artwork e character design realizzati dall'artista e disegnatore di manga Nobuteru Yūki, oltre a quasi 20 minuti di scene d'intermezzo animate prodotte da Astrovision, Inc. Tail Concerto ha trascorso quasi due anni in fase di sviluppo prima di essere pubblicato in Giappone nell'aprile 1998. È stato presentato al Tokyo Game Show del 1998, dove ha "attirato una folla per la sua grafica e la sua giocabilità", secondo IGN.
Una demo giocabile con testo e audio in giapponese è stata successivamente pubblicata in Nord America nella sezione "Imports" del disco Jampack della rivista PlayStation Underground nel 1998. Sebbene Bandai of America non avesse inizialmente confermato un'uscita in inglese nella regione, la società dichiarò che il titolo "aveva ottime possibilità" di arrivare in Occidente già nel giugno 1999. Tuttavia, espresse preoccupazione sul fatto che gli sviluppatori responsabili della traduzione e della localizzazione potessero non completare il gioco in tempo, citando questo come "l'unico fattore che potrebbe far sì che Tail Concerto non venga pubblicato su questi lidi". Con il passare delle scadenze, i diritti di pubblicazione passarono tra diverse studi statunitensi, tra cui Activision, prima che Atlus USA annunciasse nel luglio 1999 che avrebbe pubblicato la versione nordamericana di Tail Concerto, come parte della sua strategia aziendale per "ampliare la propria libreria nazionale attraverso acquisizioni eclettiche", con l'uscita prevista entro la fine di settembre dello stesso anno. Sebbene i ritardi abbiano fatto saltare questa data, Atlus ha successivamente comunicato sul proprio sito web che avrebbe iniziato a spedire il gioco ai rivenditori il 3 novembre e che i giocatori avrebbero dovuto aspettarselo nei negozi poco dopo.

### Colonna sonora
La colonna sonora di Tail Concerto è stata composta da Chikayo Fukuda e Seizo Nakata e include la sigla di apertura giapponese For Little Tail, cantata dalla cantante j-pop Kokia. Nella versione inglese, questa canzone è stata sostituita da un brano strumentale originale, mentre nella versione francese è stata mantenuta. For Little Tail è stata registrata nel 1997 specificamente per il gioco, un anno prima del debutto musicale di Kokia, ed è stata considerata da lei una "canzone illusoria", poiché non è stata pubblicata su alcun album fino a 13 anni dopo, quando è apparsa come lato B del suo singolo del 2010 Road to Glory ~Long Journey~. Sebbene inizialmente non fosse disponibile una colonna sonora al momento dell'uscita del gioco nel 1998, il 30 gennaio 2016 è stato pubblicato un album intitolato Tail Concerto Perfect Sound Track, contenente 47 tracce. Questo album include una nuova versione di For Little Tail, cantata da Tomoyo Mitani, che ha anche fornito la voce per le sigle di Solatorobo: Red the Hunter e Little Tail Story.

## Accoglienza
| Testata                                  | Giudizio |
| ---------------------------------------- | -------- |
| GameRankings (media al 09-12-2019)       | 72.83%   |
| CNET Gamecenter                          | 6/10     |
| Electronic Gaming Monthly                | 6/10     |
| Famitsū                                  | 30/40    |
| Game Informer                            | 7.75/10  |
| GameFan                                  | 88%      |
| GameSpot                                 | 6.9/10   |
| IGN                                      | 7.2/10   |
| Next Generation                          | 3/5      |
| Official U.S. PlayStation Magazine (USA) | 3.5/5    |
| RPGFan                                   | 80%      |

Tail Concerto ha ottenuto un punteggio di 30 su 40 dalla redazione di Famitsū, guadagnandosi il Silver Award della pubblicazione. Inoltre, ha ricevuto un punteggio medio del 77,5% da Dengeki PlayStation, basato su recensioni individuali che hanno attribuito punteggi di 75, 85, 75 e 75.
Secondo il sito di aggregazione di recensioni GameRankings, il gioco ha ricevuto valutazioni superiori alla media in Occidente. Peter Bartholow di GameSpot ha elogiato la presentazione "piacevole e leggera" dell'importazione giapponese, definendolo "un platform 3D ideale per giocatori di tutte le età", ma ha notato che mancava di sfida e risultava troppo breve. Matt Helgeson di Game Informer ha descritto il gioco come affascinante e un "esplosione di carinerie", con "cutscene anime deliziosamente goffe", ma ha osservato che il gameplay non era "nulla di particolarmente complesso o innovativo". Adam Cleveland di IGN ha trovato Tail Concerto "un gioco divertente, ma troppo corto per giovarne", evidenziando la "l'eccellente grafica e gli effetti sonori", ma aggiungendo che offriva poco ai giocatori più esperti che avrebbero potuto desiderare maggiore complessità. Ha anche notato che, sebbene i dialoghi fossero "molto ben fatti", la traduzione diventava "curiosamente goffa" man mano che la storia progrediva, con alcune clip vocali che tendevano a riprodurre il testo sbagliato. La prima recensione di GamePro lo ha descritto come "un gioco strano, accattivante e soprattutto innocuo, che riesce a essere divertente nonostante la sua storia cupa e i controlli spesso frustranti". Jeff Lundigran di NextGen ha consigliato ai lettori di acquistare il gioco "a buon mercato, se possibile, poi radunare alcuni amici, entrare nel giusto stato d'animo e sorprenderli avviando questo gioco. Sarete un successo almeno fino alla fine della festa".
Jeremy Parish di 1UP.com ha paragonato il gioco ai film del regista Hayao Miyazaki nel 2012, affermando che Tail Concerto di CyberConnect2 e il suo sequel Solatorobo -- traboccano di stile Ghibli, forse più di qualsiasi altro gioco si possa nominare". Ha aggiunto che la serie "si presenta come una combinazione di Laputa e Porco Rosso. Con una serietà che smentisce il suo aspetto stravagante, questi giochi incarnano brillantemente l'essenza dell'etica registica di Hayao Miyazaki.
Il gioco ha venduto circa 97 000 unità in Giappone, non raggiungendo l'obiettivo iniziale fissato da CyberConnect e Bandai, e avrebbe raggiunto un totale di circa 150 000 unità vendute in tutto il mondo.

## Eredità
Nonostante le scarse vendite del gioco originale, CyberConnect mostrò interesse per la creazione di un sequel già un anno dopo l'uscita di Tail Concerto in Giappone. Il presidente della società, Hiroshi Matsuyama, presentò idee per Tail Concerto 2 a Bandai nel 1999 e nel 2000, ma entrambe le proposte furono rifiutate poiché l'editore riteneva che il franchise non fosse redditizio. Questo portò CyberConnect a concentrarsi sul franchise .hack. Tuttavia, Matsuyama e il suo team non si arresero, sottolineando che Tail Concerto aveva fan in tutto il mondo e credevano che un seguito potesse trovare un pubblico. Riproposero l'idea nel 2003 e nel 2004, ma Bandai rifiutò nuovamente di dare il via libera al progetto a causa delle scarse vendite del predecessore.
Sebbene un sequel diretto non sia mai stato realizzato, CyberConnect e il character designer Nobuteru Yūki misero nuovamente mano al mondo di Tail Concerto nel 2005 con la creazione del personaggio Mamoru-kun (まもるくん?), una mascotte della sicurezza pubblica apparsa per la prima volta nell'omonimo programma di allerta per i disastri della prefettura di Fukuoka. Il materiale promozionale del programma rivela che Mamoru-kun e i suoi amici vivono nel Paese di "Nipon", che, insieme al Regno di Prairie di Tail Concerto, fa parte di un mondo più ampio chiamato "Little Tail Bronx". Nel giugno 2007, CyberConnect2 pubblicò artwork promozionale per un nuovo videogioco, confermato come successore spirituale di Tail Concerto, intitolato Solatorobo: Red the Hunter, ambientato nello stesso mondo e pubblicato per Nintendo DS nel 2010.
Un gioco per smartphone ambientato nello stesso universo, Little Tail Story, è stato pubblicato nel 2014. Inoltre, un altro gioco della serie intitolato Fuga: Melodies of Steel è stato annunciato come parte della serie Trilogy of Vengeance per commemorare il 20° anniversario di CyberConnect2 ed è stato pubblicato nel 2021 per Nintendo Switch, PlayStation 4, PlayStation 5, Xbox One, Xbox Series X/S e PC tramite Steam.